# Neocatòlic

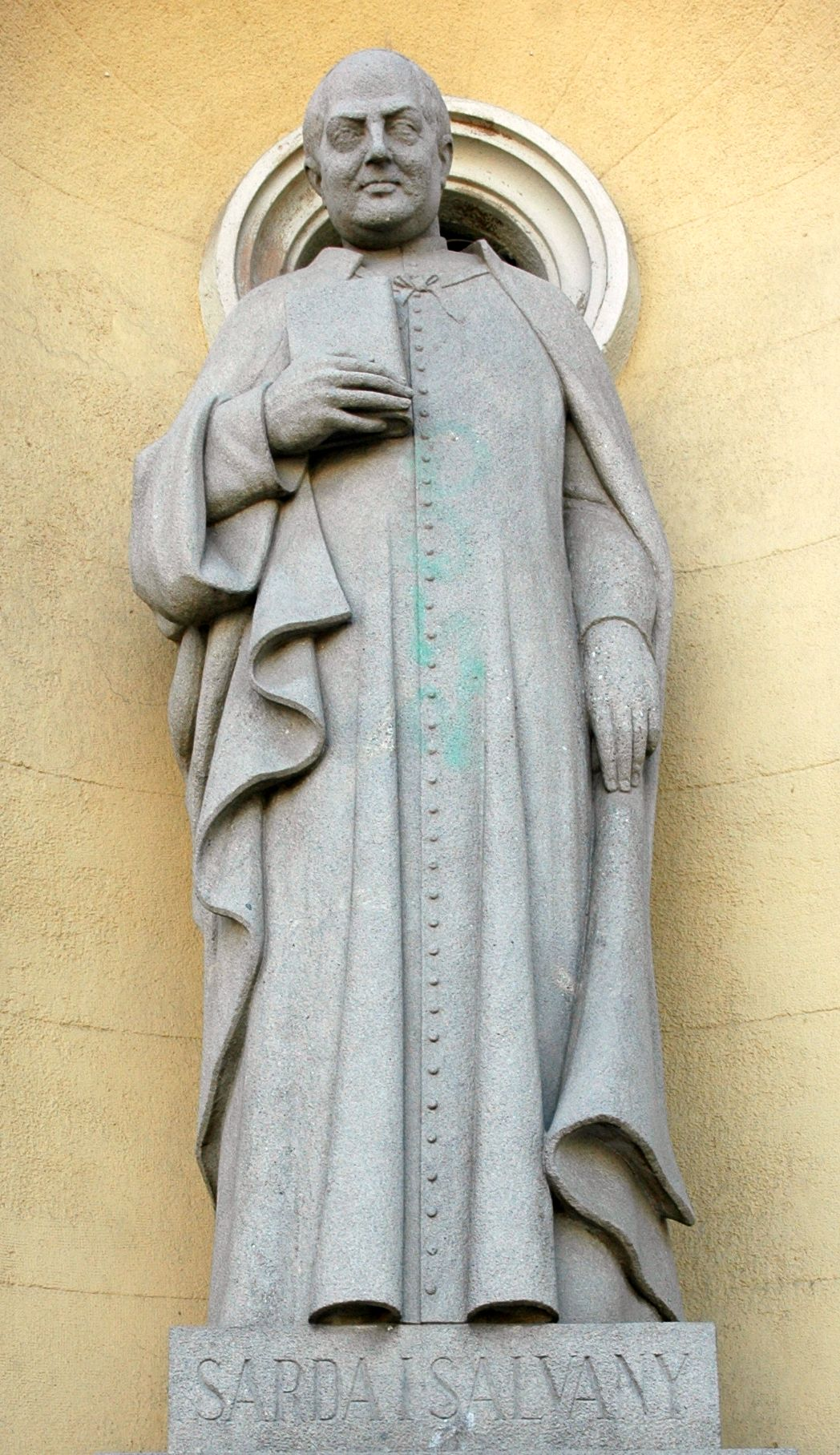
Fèlix Sardà i Salvany

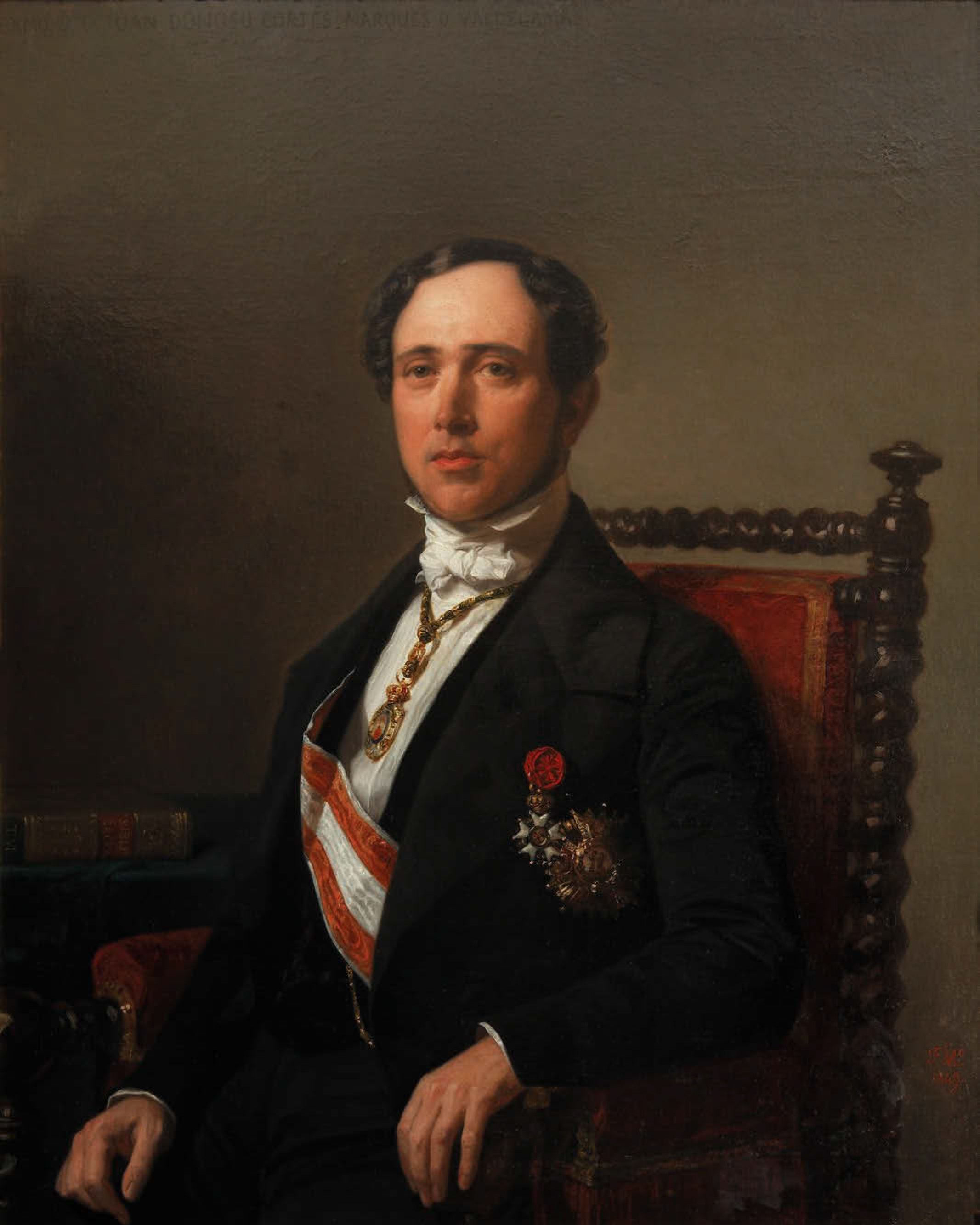
Juan Donoso Cortés

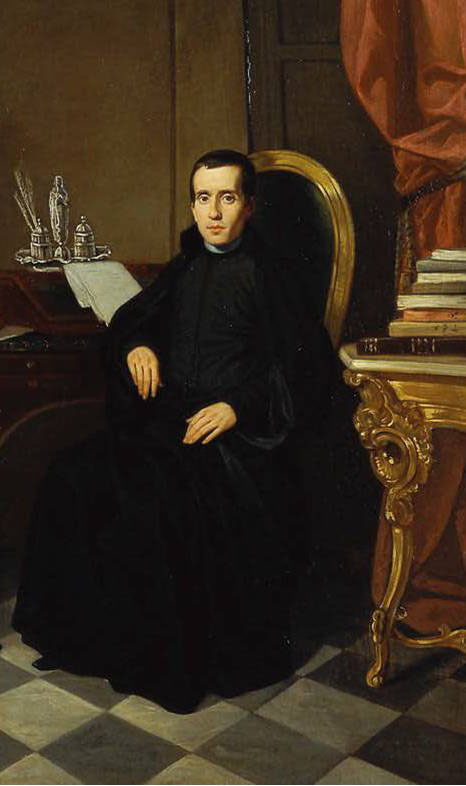
Jaume Balmes

Neocatólicos és el nom que es va donar pejorativament a un moviment polític i ideològic de l'Espanya de mitjans i finals del segle xix, de confessionalitat catòlica però superador de la identificació del clergat amb el carlisme, i que pretenia intervenir activament en la vida política del règim liberal, amb major o menor proximitat o allunyament del Partit Moderat o del tradicionalisme segons la conjuntura política; i una certa proximitat ideològica amb pensadors francesos (els més contemporitzadors amb el denominat liberalisme doctrinari -François Guizot, Royer-Collard- i els més ultramontans amb els legitimistes francesos i els pensadors pròpiament catòlics -Chateaubriand i Lamennais-) o el conservadorisme britànic (fent abstracció de la condició religiosa anglicana d'aquests). Per als seus adversaris eren clarament reaccionaris, aplicant-los l'epítet despectiu carcundas o carcas (d'origen portuguès) o l'apòcope neos.
Va aconseguir influència en la cort d'Isabel II (depenent espiritualment dels consells de Sant Antoni Maria Claret i Sor Patrocinio la monja de las llagas -Valle Inclán la denominà La corte de los milagros-) a pesar que no va ocupar mai posicions de predomini al govern, alternant entre liberals moderats i progressistes. Durant el sexenni revolucionari només van poder obtenir una representació parlamentària minoritària. Va ser durant la Restauració quan van aconseguir una important influència als governs de Cánovas del Castillo, que es va demostrar per exemple en la denominada qüestió universitària, enfrontant-se ideològicament als krausistes de la Institución Libre de Enseñanza, que van ser expulsats de la Universitat. També va tenir una gran repercussió el fulletó El liberalismo es pecado (1884), de Fèlix Sardà i Salvany.
Poden considerar-se integrants del moviment neocatólico, en diferents èpoques i amb diferents plantejaments, personatges com Manuel de la Pezuela y Ceballos (Marquès de Villuma), Jaume Balmes, Donoso Cortés, Juan Vázquez de Mella, Antoni Aparici i Guijarro, Cándido Nocedal, Gumersindo Laverde, Juan Manuel Orti y Lara i Marcelino Menéndez y Pelayo.

## Moviments polítics i socials continuadors dels neocatòlics en la primera meitat del segle XX
Ja al segle xx, la influència de noves experiències del catolicisme polític europeu com la del Partito Popolare Italiano (alhora influït pel Zentrum alemany), va fer sorgir nous moviments polítics catòlics a Espanya, com el Partit Social Popular (des de 1915 fins a la Dictadura de Primo de Rivera, durant la qual es va integrar en la Unión Patriótica) i posteriorment Acció Popular i altres grups d'inspiració catòlica que es van integrar en la CEDA durant la Segona República Espanyola (a més dels tradicionalistes, com Renovación Española). La política clarament anticlerical dels governs republicans del primer bienni (incloent la redacció de la Constitució), i la violència anticlerical (crema de convents, persecució religiosa durant la Guerra Civil Espanyola) va orientar decididament als catòlics a donar suport a la revolta militar de 1936 i el posterior règim de Franco, definit com un salvador providencial, i a la pròpia Guerra Civil Espanyola com una Croada d'Alliberament Nacional. Des de 1937, i durant tot el franquisme, els moviments polítics i socials provinents del món catòlic estaven obligats a la seva integració dins del Movimiento Nacional, mecanisme totalitari d'integració de totes les forces afins al règim que es plantejava com a únic vehicle de participació en la vida pública; però van mantenir la seva identitat diferenciada, considerant-se informalment com la denominada família catòlica dins de les famílies del franquisme. La seva influència es va concentrar sobretot en la política educativa i el manteniment de la moralitat pública, dins del que es va denominar el nacionalcatolicisme.
Quant al sindicalisme catòlic que es va intentar crear a partir del previst en la Doctrina social de l'Església des de finals del segle xix, no va tenir gran implantació a Espanya, a excepció d'institucions locals en zones rurals, especialment a la Meseta Nord i Vall de l'Ebre (Confederació Obrera Nacional Catòlica Agrària, Cercle Catòlic en diferents províncies, com el de Burgos). Molta més influència van aconseguir l'Acció Catòlica, els mitjans de comunicació catòlics (com El Debate i el Diari Ya), i l'Associació Catòlica Nacional de Propagandistes (Ángel Herrera Oria). Més endavant va adquirir un gran protagonisme l'Opus Dei, els membres del qual van ocupar càrrecs clau al govern (a partir de 1959 -tecnòcrates, Pla d'Estabilització de 1959-) i en institucions financeres (Banco Popular).
Posteriorment es van produir diferents intents de formació d'una democràcia cristiana homologable a la d'Alemanya o Itàlia (Internacional Demòcrata Cristiana).